# Mine Kondō
Mine Kondō (ur. 1 września 1910 w Ikuma-cho, obecnie Toyota, zm. 20 maja 2025 w Toyota) – japońska superstulatka, 3 najstarsza żyjąca osoba na świecie i najstarsza żyjąca w Japonii. 

## Długowieczność
Po śmierci Okagi Hayashi (26 kwietnia 2025), Mine Kondō stała się najstarszą żyjącą osobą w Japonii. Była również trzecią najstarszą zweryfikowaną żyjącą osobą na świecie.